# Пахлаван, Абдул Малик
Абдул Малик Пахлаван — афганский военный и политический деятель. Генерал-полковник (1992).

## Биография
Родился в уезде Ширинтагаб провинции Фарьяб. Отец — Шамс Пахлаван, староста (аксакал) деревни, узбек. Мать — пуштунка из Кандагара.
Окончил 12 классов лицея Зайнуддина Фарьяби в городе Маймине (1982). Военного образования не получил. В 1982 году был призван в армию ДРА, проходил службу в провинции Фарьяб. Уже в 1983 году дезертировал и примкнул к отряду моджахедов, которым руководил его брат своим брат — Расул. В 1987 году отряд Расула, и он вместе с ним, в период «политики национального примирения» перешел на сторону правительства и вернулся в армию ДРА. Получил звание младшего лейтенанта в племенном узбекском батальоне уезда Ширинтагаб, которым также командовал брат Росул. В 1988 году батальон был преобразован в 511-ю узбекскую племенную бригаду (с 1992 года — 511-я узбекская племенная дивизия). С 1992 года — полковник, советник (заместитель) командира дивизии.
После свержения Наджибуллы в 1992 году занял пост начальника управления внешних связей Национального Исламского движения Афганистана, генерал-лейтенант (продвинут на этот пост братом Росулом). С этого момента клан Пахлаванов стал соперничать с Дустумом за власть в населенных этническими узбеками районах на севере Афганистана. Сам Пахлаван еще в 1994 году начал военные действия против Раббани, при этом вел переговоры о взаимопомощи с талибами, номинально подчинялся Дустуму, и в 1996 году был убит в результате покушения.
В 1996 году Абдул Малек стал губернатором провинции Фарьяб, сменив на этом посту погибшего брата Росула. Пользуясь его отсутствием Дустума в Мазари-Шарифе вместе с другим своим братом Голь Пахлаваном 19 мая 1997 объявили о его смещении с поста главы НИДА. После этого отдал приказ открыть фронт талибам. 25 мая 1997 года талибы вошли в Мазари-Шариф. Во время переговоров с талибами о своем будущем не пришел к компромиссу и отдал возобновил боевые действия против них (на его стороне выступили также отряды хазарейцев).
К 28 мая силы талибов в Мазари-Шарифе численностью около трех тысяч человек оказались разгромлены, а их командиры попали в плен, в том числе министр иностранных дел талибов мулла Гоус, министр авиации маулави Мансур и др. По приказу Малика большинство пленников были подвергнуты пыткам и убиты. 29 мая самостоятельно назначил себя руководителем НИДА. В период с мая по август 1997 года являлся фактическим лидером узбекской части Северного Афганистана, в то время как Дустум пребывал в эмиграции. В августе-сентябре 1997 года помирился с вернувшимся в Мазари-Шариф Дустумом. Его племянник, сын Голя Пахлавана, женился на дочери Дустума, а сын Дустума — на дочери Голь Пахлавана. В сентябре 1997 Малик был вынужден оставить Мазари-Шариф хазарейцам из-за фактического развала фронта, вызванного новым наступлением талибов. Вместе с верными отрядами он отступил в район города Шиберган.
После окончательного разгрома узбекских отрядов войсками талибов осенью 1998 года бежал из Афганистана. С 1998 года проживает главным образом в Иране. Открыто выражал поддержку режиму Каримова, старался заручиться поддержкой властей Турции и Пакистана. Находился в оппозиции правительству Раббани.